# Kvarntjärnarna (Frostvikens socken, Jämtland, 720444-144248)
Kvarntjärnarna är en sjö i Strömsunds kommun i Jämtland och ingår i Ångermanälvens huvudavrinningsområde. Sjön har en area på 0,0425 kvadratkilometer och ligger 721,7 meter över havet.

## Delavrinningsområde
Kvarntjärnarna ingår i det delavrinningsområde (720497-144264) som SMHI kallar för Mynnar i Bäulanjukke. Medelhöjden är 752 meter över havet och ytan är 5,28 kvadratkilometer. Det finns inga avrinningsområden uppströms utan avrinningsområdet är högsta punkten. Vattendraget som avvattnar avrinningsområdet har biflödesordning 4, vilket innebär att vattnet flödar genom totalt 4 vattendrag innan det når havet efter 325 kilometer. Avrinningsområdet består mestadels av skog (69 procent) och kalfjäll (20 procent). Avrinningsområdet har 0,04 kvadratkilometer vattenytor vilket ger det en sjöprocent på 0,8 procent.